# رود تايلور (متزحلق جبال الألب)
رود تايلور (بالإنجليزية: Rod Taylor)‏ هو متزحلق جبال الألب بريطاني، ولد في 7 يوليو 1943، وتوفي في 5 يوليو 2014.